# 過海隧道巴士337線
過海隧道巴士337線是香港一條已取消的巴士路線，平日早上往返新界葵涌葵盛邨與香港島上環。

## 歷史
地下鐵路（今港鐵）荃灣綫（旺角至中環段）在1988至90年達至飽和，早上上班繁忙時間相當擠擁，乘客難以登上列車，除了提倡「彈性上班時間」，和增設使用該路段〔經彌敦道走廊過海〕的車資附加費外，運輸署批准巴士公司開辦分別由九龍和新界前往香港島的「晨早特別線」，以舒緩有關路段的擠迫情況，有關路線由1991年起陸續開辦。
本線於1992年第一季開辦，由九巴和中巴聯合經營，以葵涌葵盛邨作起訖點，吸納地下鐵路葵興站和葵芳站的鐵路乘客；途經九龍前往紅磡海底隧道，中途不設分站，故採用較為直接的西九龍走廊、塘尾道及渡船街。
為方便乘客更有效利用「晨早特別線」前往中區，運輸署同意一併把該等路線延長至上環，並於把介乎於太子站與加士居道之間一段彌敦道（南行）的交通燈號，調較至與九巴300線的駛經時間一樣，以加快車程。本線因利乘便於開辦翌年改經彌敦道，避開渡船街前往加士居道的嚴重交通擠塞。
1997年上半年，本線進一步分擔地下鐵路荔景站的過海乘客。不過，當西區海底隧道和地下鐵路東涌綫相繼通車後，受到效率相當高的城巴930線和地下鐵路共同影響和競爭，客量急促下跌，支撐本線的乘客剩下正在重建的葵盛邨居民，故營運情況相當嚴峻。九巴派車亦由以往的三軸雙層巴士，改為單層巴士，惟預期客量不會出現增長，又適逢中巴於翌年喪失專營權，運輸署便提議取消本線，以更進一步減少行走繁忙路段的交通流量和分流到東涌線和城巴930線，九巴對此表示歡迎。
本線營辦至中巴專營權完結日，此後便永久停駛。葵盛邨前往香港島的乘客，可利用運輸署建議的替代方法，乘搭九巴37M線前往葵興站，再轉乘地鐵（今港鐵），而部分居民亦可步行到葵芳站和葵興站轉乘；而興芳路沿線則可改乘城巴930線直達。另外，中巴以往為善用資源，於早上提供由中環（港澳碼頭）前往葵盛的特別服務，亦同時取消。

### 年表
- 1992年3月23日：投入服務，往返葵盛（東）和中環。
- 1992年5月18日：香港島總站延長至上環（金龍中心）。
- 1993年7月1日：駛經彌敦道，取消途經塘尾道、渡船街及加士居道天橋。
- 1997年1月6日：駛經荔景邨與葵涌醫院之間一段荔景山路。
- 1998年8月31日：最後一天服務。

## 車費
- 全程（往上環）：$15.3
  - 分段（過海底隧道後往上環）：$5.4
- 全程（往葵盛）：$12.8
  - 分段（過海底隧道後往葵盛）：$6.4

只接受以現金繳付車資，不設找續。

## 行車資料
- 全程里數：21.7公里
- 全程時間：約60分鐘

### 途經街道
葵盛（東）往 上環
- 葵聯路、葵盛圍、大窩口道、興芳路、葵福路、荔景山路、瑪嘉烈醫院交匯處、葵涌道、長沙灣道、蝴蝶谷道、荔枝角道、西九龍走廊、太子道西、荔枝角道、彌敦道、加士居道、漆咸道南、天橋、康莊道、海底隧道、告士打道、夏慤道、紅棉路、支路、金鐘道、德輔道中。

中環（港澳碼頭）往 葵盛（東）
- 港澳碼頭通道、干諾道中、林士街、德輔道中、金鐘道、軒尼詩道、菲林明道、灣仔道、摩理臣山道、禮頓道、堅拿道西、堅拿道天橋、海底隧道、康莊道、漆咸道南、加士居道、天橋、渡船街、塘尾道、荔枝角道、葵涌道、葵富路、興芳路、大窩口道、葵盛圍、葵聯路、葵盛圍、大窩口道、葵盛圍、葵聯路。